# Fundação Wilson Pinheiro
A Fundação Wilson Pinheiro (FWP) foi instituída pelo Diretório Nacional do Partido dos Trabalhadores (PT) em 1981, concebida como um instrumento político complementar à estrutura partidária. Foi nomeada em homenagem a Wilson de Souza Pinheiro, presidente do Sindicato dos Trabalhadores Rurais de Basiléia/AC, assassinado em frente à sede do sindicato no dia 21 de julho de 1980. 
Inicialmente conhecida por Instituto de Estudos, Pesquisas e Assessoria do PT, ou Instituto Wilson Pinheiro, incorporou a denominação de Fundação em função da legislação então em vigor. Estruturada em nível nacional, ainda na década de 1980 contava com seções regionais instaladas junto aos Diretórios de diversas regiões do país. A FWP se dedicou a atividades de formação política da militância do PT, à assessoria de dirigentes e mandatos do partido, e foi responsável pela elaboração do primeiro projeto de tratamento do arquivo histórico do PT.
A composição do 1º Conselho Curador da FWP, eleito em 1981 pelo Diretório Nacional do PT, incluiu: Antonio Candido de Mello e Souza (Presidente), Paulo Freire (Presidente da Diretoria Administrativa), Moacir Gadotti (Vice-Presidente da Diretoria Administrativa), José Álvaro Moisés, Francisco Weffort, Francisco de Oliveira, Paul Singer, Hugo Assmann, Joaquim A. Alvarenga, Márcio Souza, Hélio Bicudo, Paulo Delgado, Paulo Rubem, Luis Carlos de Menezes e David Simon.
Em função do acirramento de divergências entre seções da FWP e a direção nacional do partido, a Fundação acabou extinta no início dos anos 1990. Em 1996, a FWP foi substituída pela Fundação Perseu Abramo. Entre seus projetos, destaca-se o Centro Sérgio Buarque de Holanda (CSBH), responsável pelo tratamento do patrimônio histórico do PT.